# Vladislao Cap

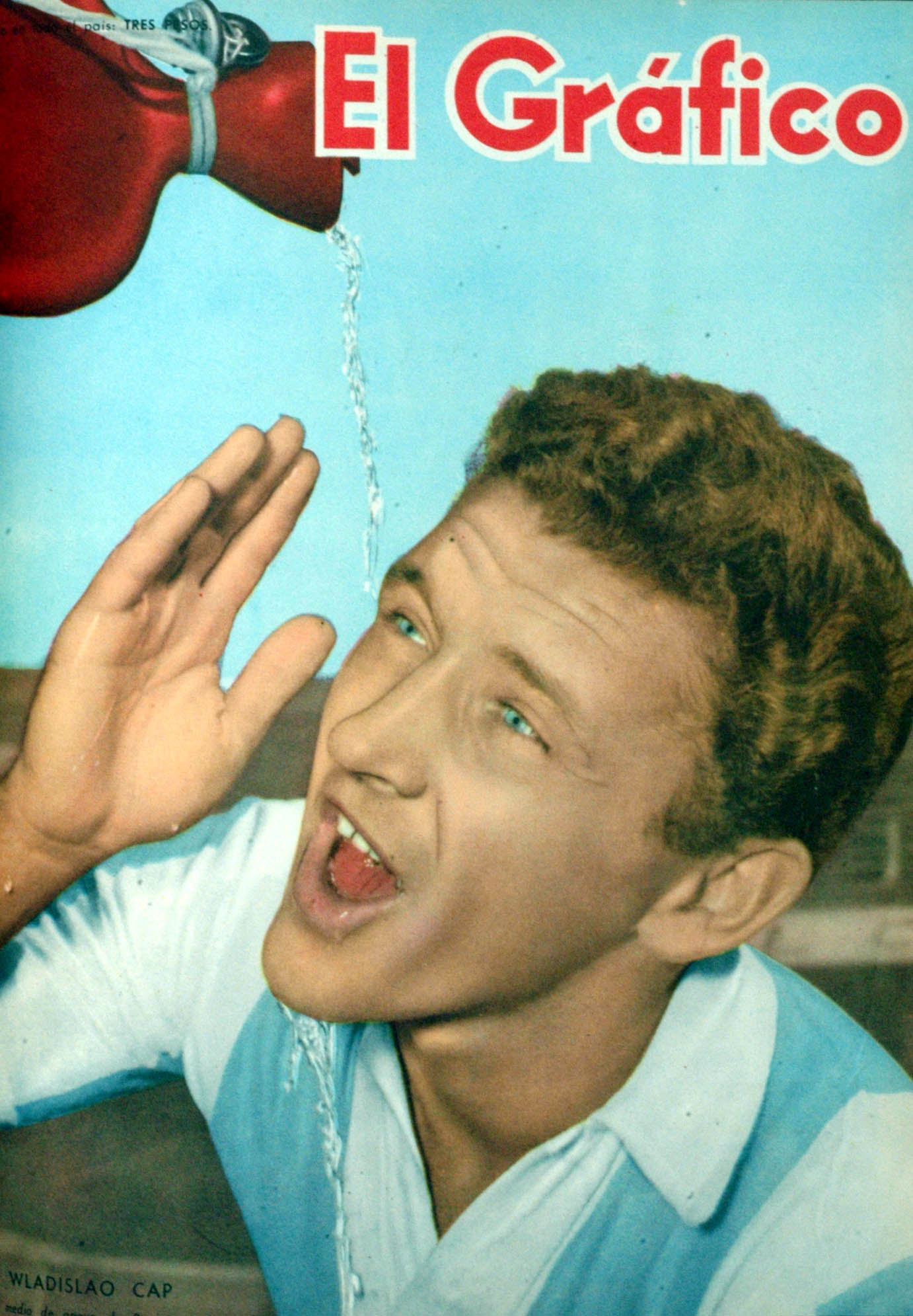
Vladislao Cap en 1964.

Vladislao Wenceslao Cap (Presidencia Roque Sáenz Peña, Provincia del Chaco, 5 de julio de 1934 - Buenos Aires, 14 de septiembre de 1982) fue un futbolista y entrenador argentino.

## Trayectoria

### Como jugador
Jugó para el Arsenal de Llavallol (1952), Quilmes (1953), Racing Club (1954-1960), Huracán (1961), River Plate (1962-1965), Vélez Sarsfield (1966) y Porvenir Miraflores (1967).
Con el equipo nacional, disputó 11 partidos y anotó un gol. Representó a su país en la Copa Mundial de Fútbol de 1962 y también en la Copa América de 1959 disputada en Argentina, donde obtuvo el título.

### Como entrenador
Dirigió algunos clubes como Boca Juniors en el Campeonato Nacional 1982 e inmediatamente después pasó a River Plate a mediados de ese año, siendo la última actuación de Cap como entrenador antes de su muerte a consecuencia de un fulminante cáncer de pulmón. También dirigió a Chacarita Juniors, Platense, Independiente y al Ferro Carril Oeste entre otros.
Fuera de su país, dirigió a los Gallos del Jalisco de la Liga de México en 1975, a la Liga de Quito de la Serie A de Ecuador en 1978 y a Junior de Barranquilla ese mismo año.

## Copa del Mundo 1974
Dirigió a la selección de Argentina sustituyendo al "Cabezón" Enrique Omar Sívori, quien había logrado la clasificación para la Copa del Mundo en Alemania. Dirigió en 10 oportunidades durante el año 1974, destacándose la Copa Mundial de Fútbol de 1974, torneo en el que realizó una campaña muy discreta, pese a contar con futbolistas como Héctor Yazalde, el goleador de Europa con 46 goles, Angel Bargas, Roberto Perfumo, Enrique Wolff, Carlos Babington, Ramón Heredia "El Cacho", Carlos Squeo, 
Francisco Sá, Rubén Ayala, Mario Kempes, Daniel Carnevali y René Houseman, entre otros.

## Palmarés

### Como jugador

#### Campeonatos nacionales
| Título           | Club        | País      | Año  |
| ---------------- | ----------- | --------- | ---- |
| Primera División | Racing Club | Argentina | 1958 |

#### Copas internacionales
| Título       | Club                | Sede final | Año  |
| ------------ | ------------------- | ---------- | ---- |
| Copa América | Selección Argentina | Argentina  | 1959 |

### Como Director Técnico

#### Campeonatos nacionales
| Título           | Club          | País      | Año    |
| ---------------- | ------------- | --------- | ------ |
| Primera División | Independiente | Argentina | M-1971 |